# Танос
Танос  (англ. Thanos) — суперлиходій з коміксів американського видавництва Marvel Comics. Персонаж був вигаданий сценаристом і художником Джимом Старліном. Вперше з'явився у коміксі «Непереможна Залізна людина» #55 (англ. «The Invincible Iron Man»; лютий 1973). Танос — один з наймогутніших космічних істот у всесвіті Marvel. Танос вступав у бій з багатьма супергероями, наприклад з Месниками, Вартовими галактики, Фантастичною четвіркою, Людьми Ікс.
Хоча Танос частіше за все зображений як лиходій зі злими намірами, в багатьох історіях він, навпаки, має свій «особливий» моральний компас і вважає свої дії виправданими. Скоріш за все, найпопулярнішою появою Таноса можна назвати роль у сюжеті коміксу 1991 року «Рукавиця нескінченності» (англ. «The Infinity Gauntlet»), який став кульмінацією декількох минулих сюжетних ліній. У ньому Танос успішно зібрав шість Каменів Нескінченності в одну рукавицю й використав їх для вбивства половини населення всесвіту, включаючи багатьох героїв, намагаючись заслужити схильність Пані Смерть, яка є живим образом смерті у всесвіті Marvel. Ці події у майбутньому були скасовані, однак же сюжетна лінія все ще залишається однією з найпопулярніших, що були опубліковані видавництвом Marvel Comics.
Дебютувавши у Бронзовому столітті коміксів, персонаж з'являється вже майже п'ятдесят років у коміксах Marvel, а також у багатьох медіаадаптаціях, спільно з анімаційними телесеріалами та відеоіграми. У кінематографічному всесвіті Marvel Танос був зображений Демієном Пойтьє у фільмі «Месники» (2012) і Джошем Броліном у фільмах: «Вартові галактики» (2014), «Месники: Ера Альтрона» (2015), «Месники: Війна нескінченності» (2018), «Месники: Завершення» (2019) за допомогою технології захоплення руху, а також у першому сезоні мультсеріалу «А що, як…?» (2021).

## Передумови до створення
Сценарист-художник Джим Старлін спочатку задумав Таноса під час пар з психології в коледжі. За спогадами Старліна:
|  | Я вчився в коледжі між військовою службою в США і роботою в комікс-індустрії. У коледжі був курс психології, тоді я й придумав Таноса… і Дракса Руйнівника. Я прийшов у Marvel Comics і редактор Рой Томас запитав мене, мов, хочеш написати один випуск «The Invincible Iron Man». Я відчув, що це, можливо, мій шанс зробити нового персонажа, не маючи впевненості у тому, що моя кар'єра протримається довше декількох тижнів. Танос спочатку був дуже худим персонажем, Рой [Томас] запропонував збільшити його в розмірі. Пізніше мені дуже сподобалось це рішення, а тому він продовжив «рости». |

Старлін розповів, що на вигляд персонажа вплинув Дарксайд, персонаж Джека Кірбі:
|  | Джек Кірбі написав «New Gods», яких я вважав чарівними. У той час він працював на DC Comics. Я вигадав декілька речей, які були натхнені ним. Можна подумати, що Танос був натхнений Дарксайдом, але це не відповідає дійсності. На моїх перших малюнках якщо Танос і був на кого схожий, то на Метрона. У мене було багато різних богів та інших речей, на які я міг посилатись, що і стало Таносом. Рой подивився на хлопця в кріслі та сказав: «Додай йому м'яса! Якщо ти збираєшся вкрасти одного з Нових Богів, то хоча б вкради Дарксайда, дійсно хорошого персонажа.» |

## Історія публікації
Танос уперше з'явився саме в коміксі «The Invincible Iron Man» #55 (лютий 1973), який був створений Джимом Старліном і, частково, Майком Фрідріхом. Сюжетна лінія цього випуску продовжувалась у «Captain Marvel» #25–33 (березень 1973 — січень 1974), «Marvel Feature» #12 (листопад 1973), «Daredevil» #107 (січень 1974) та «Avengers» #125 (липень 1974). Він повернувся у розширеній сюжетній лінії, яка охоплювала «Strange Tales» #178–181 (лютий — серпень 1975), «Warlock» #9-11 (жовтень 1975 — січень 1976), «Marvel Team Up» #55 (березень 1977) і щорічники «Avengers» та «Marvel Two-in-One» 1977 року (Танос з'являється в кінці «Warlock» #9). Він також фігурував у короткій розповіді в часописі «Logan's Run» #6 (червень 1977) і мав невеличку роль у графічному романі «Death of Captain Marvel» (квітень 1982).

## Інші версії

### Amalgam Comics
У коміксах видавництва Amalgam Comics 1996 року, які були видані DC Comics і Marvel Comics, Танос був з'єднаний з Дарксайдом і став Таносайдом.

### Земля-Ікс
В альтернативному всесвіті обмеженої серії «Earth X» Танос жив у Царстві Мертвих разом з Пані Смерть. Крім того, матір цієї версії Таноса є скруллом. Смерть намагалася змусити його повірити в те, що вона його мати. Коли обман розкривається, він використовує на ній Остаточний Нуліфікатор.

### Ultimate Marvel
У всесвіті Ultimate Marvel у серії коміксів «Ultimate Fantastic Four» представлена альтернативна версія Таноса, який є правителем Ахерона. Цей Танос має сина за ім'ям Ронан Обвинувач, який є володарем Космічного куба.

### Marvel Zombie
Танос з'являється в обмеженій серії «Marvel Zombie 2», дії якої розгортаються у всесвіті Земля-2149. Суперлиходій помирає від рук Галка під час суперечки через їжу.

### Heroes Reborn
В альтернативній реальності, яка була показана в серії коміксів «Heroes Reborn» Танос вставляє Камені Нескінченності в Кільця Нескінченості й бореться з Доктором Спектром.

## В інших медіа

### Телебачення
- Танос з'являвся в анімаційному серіалі «Срібний серфер»[9]. Актор озвучення — Ґері Крофорд.
- Танос з'являвся в анімаційному серіалі «The Super Hero Squad Show». Персонажа озвучив актор Стів Блам, коли Танос уперше з'явився в серіалі[10]. Далі його почав озвучувати Джим Каммінгс[11].
- Танос з'являвся в анімаційному серіалі «Месники, усі разом»[12]. Таноса озвучив Айзек Чарльз Сінґлтон[11].
- Танос з'являвся в анімаційному серіалі «Вартові галактики». Таноса озвучив Айзек Чарльз Сінґлтон[11].
- Танос з'являвся в анімаційному серіалі «А що як…?». Лиходія озвучив Джош Бролін[11][13].

### Кіновсесвіт Marvel
- Таноса у фільмі «Месники» (2012) зіграв американський актор Демієн Пойтьє.
- Таноса в більшості фільмів Кіновсесвіту Marvel грав Джош Бролін у фільмах: «Вартові галактики» (2014), «Месники: Ера Альтрона» (2015), «Месники: Війна нескінченності» (2018) й «Месники: Завершення» (2019).

### Новели
- Танос з'являється в романі 2017 року «Танос: Смертний вирок» (англ. «Thanos: Death Sentence») Стюарта Мура[14]. Книга розповідає про останній шанс Таноса завоювати кохання Смерті після поразки в кінці «Рукавиці нескінченності».
- Танос з'явився в романі 2018 року «Танос: Поглинений Титан» (англ. «Thanos: Titan Consumed») Баррі Лиґа.

## Оцінки
Танос посів: 47 місце в рейтинзі «100 найкращих суперлиходіїв у коміксах усіх часів» за версією IGN і 21 місце у — «Список з 25 найвидатніших суперлиходіїв з коміксів» від Complex.
На сайті Reddit є форум /r/ThanosDidNothingWrong (укр. /r/ТаносНеЗробивНіцПоганого), який присвячений теоріям і мемам про персонажа. Він став дуже популярним у липні 2018 року, коли було оголошено, що половина підписників форуму буде забанено (це відзеркалює план Таноса з винищення пів всесвіту). Число підписників виросло зі 100 000 користувачів у червні до понад 700 000 станом на 9 липня. Врешті-решт було забанено більш ніж 350 000 користувачів, це стало найглобальнішим баном в історії сайту Reddit.
У колонці Forbes від травня 2019 року твердиться, що «Танос не зробив ніц поганого» став популярним інтернет-мемом, а фільм «Месники: Завершення» (2019) дає декілька доказів на користь цієї точки зору. Автор стверджує, згадуючи сучасна криза вимирання населення Землі, що були спричинені людиною, «можна дійсно вважати, що Танос не зробив нічого поганого і, зрештою, можливо, врятував світ.»